# ハワイ文化復興運動

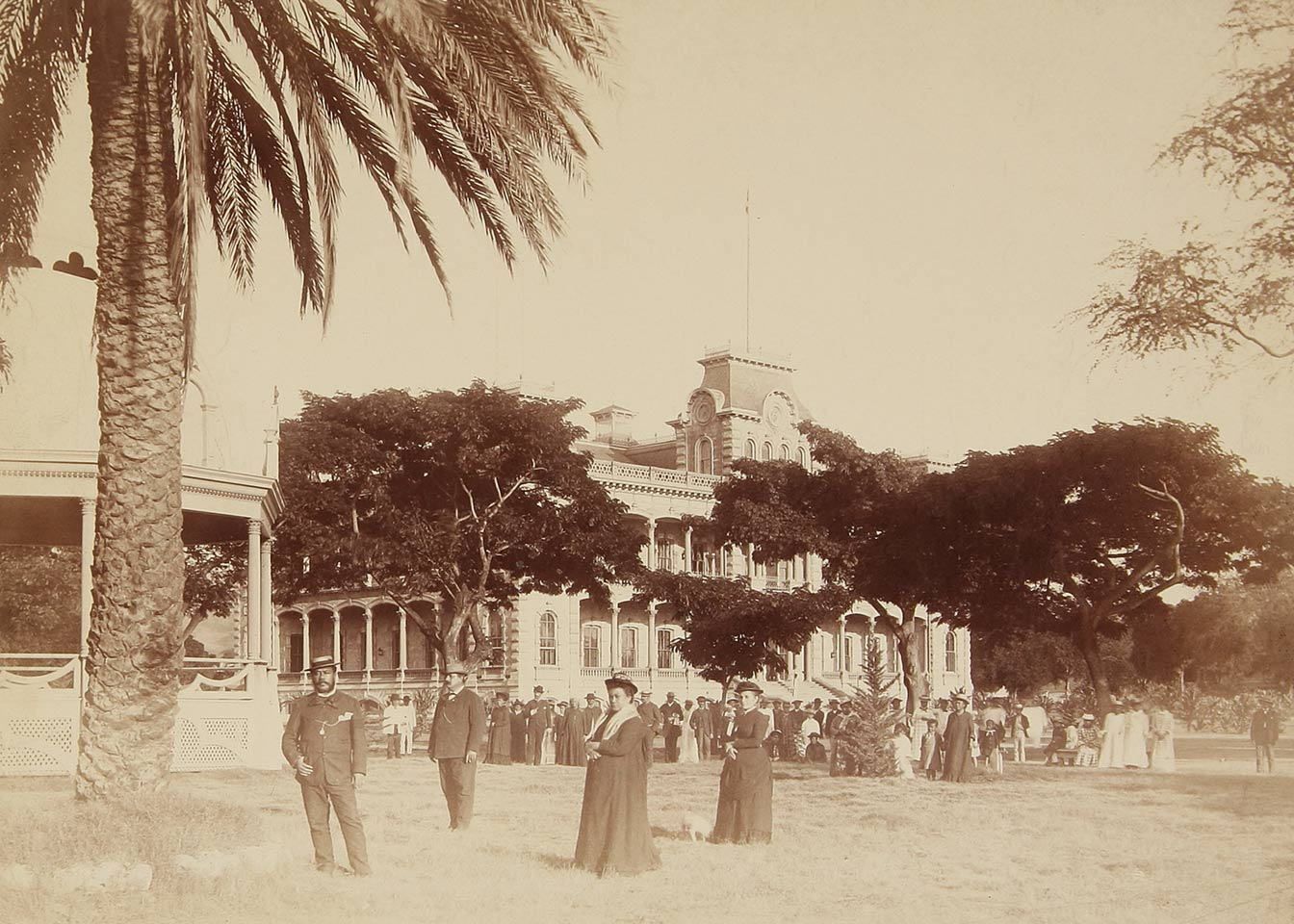
イオラニ宮殿は第一回復興運動中の1882年にカラカウア王により再建された。

ハワイ文化復興運動（ハワイぶんかふっこううんどう、英語: Hawaiian Renaissance）は、アメリカ合衆国ハワイ州の伝統的な文化を古臭いものとして捨て去ったり、観光業にのみ利用することでなく、その意義を探って、現代生活にも生かしていこうという動きである。ハワイ・ルネッサンスとも呼ばれる。
これまで19世紀後半と20世紀後半に興った。ハワイ復権運動（Hawaiian sovereignty movement）の一環とも考えられる。

## 第一回復興運動
第一回ハワイ文化復興運動は1860年代に、ハワイ王国のカメハメハ5世治世下（1863年－1872年）の民族主義的な考えと関係がある。彼は敵もかなりいて、1820年代から始まったハワイのキリスト教化以来、近代化の過程で禁止されていたフラを復活した。彼はキリスト教色が強かった国歌「He Mele Lahui Hawaii」を「ハワイ・ポノイ」に置き換えた。また、メレなどのチャント、サーフィンなどの伝統スポーツ、王族の伝統的儀式も復活させた。
こうした伝統文化復活はハワイ庶民には人気があったが、政治的な勢力になってきた宣教師たちの子孫には不人気で、軋轢も生じた。

## 第二回復興運動
ハワイ文化の第二回復興運動は1970年代に始まったといえる。これはハワイ音楽への関心に始まり、ハワイ語、ハワイ・ピジン、フラ、ラウハラやカパなどのハワイ工芸品（Hawaiian art）、ハワイ研究（Hawaiian studies）など広い分野に広がった。
1964年に始まったフラの世界最大の祭り「メリー・モナーク・フェスティバル」もこの運動を後押しした。
古代ハワイ人の航海術「ウェイファインディング」については、航海カヌー「ホクレア」号が建設されて、1976年以来伝統的な航海術で大洋を航海してきた。
こうした運動はいまも続いていて、時にはハワイ先住民のハワイ復権運動とも関係する。